# Mutoskop

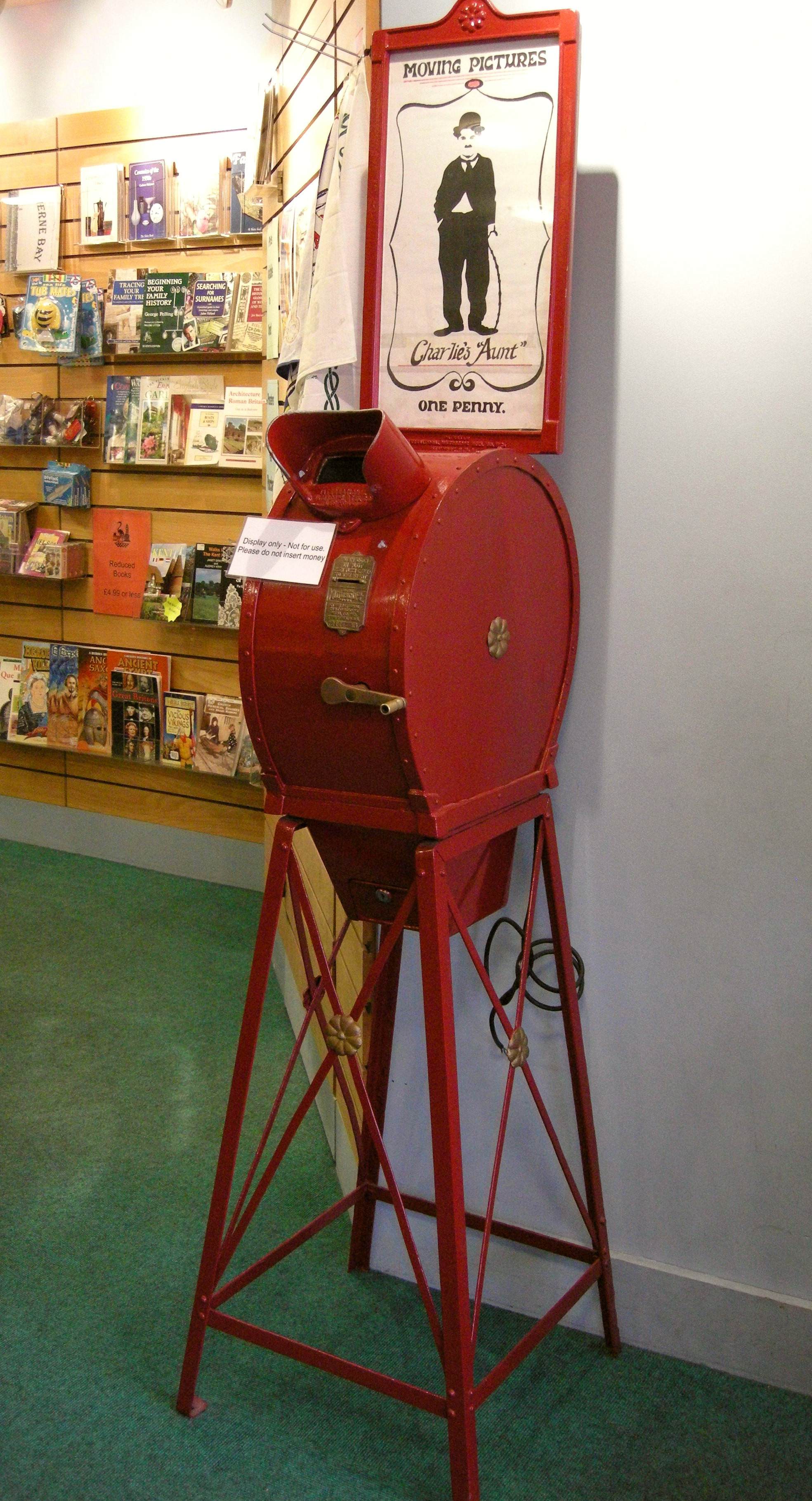
Mutoskop

Mutoskop ("zmieniacz widzenia") – urządzenie w kształcie pudła, zawierające walec z 800-1000 zdjęciami. Po wrzuceniu monety specjalna korba uruchamiała walec, który obracając się zmieniał ułożone zgodnie z zasadą filoskopu fotografie. Oglądanie ich umożliwiał wziernik na kształt okularu mikroskopu. Obracający się walec ze zdjęciami stwarzał iluzję ruchu. Mutoskop został wynaleziony przez Hermana Caslera w 1894 roku.
Podobnie jak kinetoskop Thomasa Edisona, mutoskop nie wyświetlał obrazu na ekranie i pozwalał na oglądanie filmu tylko jednej osobie naraz. Tańszy i mniej skomplikowany niż kinetoskop, mutoskop zdominował rynek urządzeń wyświetlających ruchome obrazy za opłatą.
Zasada działania mutoskopu była taka sama, jak tzw. kineografu – pojedyncze klatki obrazu były wydrukowane na elastycznych kartach, wpiętych w okrągłą oś, obracaną przez użytkownika za pomocą korby. Karty były oświetlane żarówkami elektrycznymi umieszczonymi wewnątrz maszyny. System ten został opracowany przez brata Arthura Marvina, Henry'ego, jednego z założycieli spółki Biograph. Wcześniejsze maszyny korzystały z naturalnego światła otoczenia.
Aby uniknąć naruszenia patentów Edisona, w kamerach Biograph 1895/02 stosowano film wielkoformatowy o szerokości 2-23/32 cali (68 mm) i powierzchni obrazu 2x2½ cala – cztery razy większy niż format 35 mm Edisona. Klisze Biograph nie były wstępnie perforowane – podczas naświetlania filmu z prędkością 30 klatek na sekundę zębatki aparatu wybijały otwory po obydwu stronach kadrów.